# Hoàng Văn Tán
Hoàng Văn Tán (chữ Hán: 黃文贊, ? - ?) người xã Xuân Lôi, huyện Vũ Ninh (nay thuộc phường Đại Xuân thị xã Quế Võ, tỉnh Bắc Ninh). Ông thi đỗ trạng nguyên năm 1523, trong khoa thi Quý Mùi, niên hiệu Thống Nguyên thứ hai của vua Lê Cung Đế. Ông được giao cùng với Đông các đại học sĩ Đạo Nguyện bá Nguyễn Văn Thái thảo tờ chiếu của Lê Cung Hoàng nhường ngôi cho Mạc Đăng Dung (Đại Việt Sử ký Toàn thư chỉ chép là Nguyễn Văn Thái thảo chiếu này). Sau đó, ông làm quan nhà Mạc đến chức Tả Thị lang Bộ Lễ.